# فلاديمير فايس (لاعب كرة قدم مواليد 1989)
فلاديمير فايس (بالسلوفاكية: Vladimír Weiss)‏ (مواليد 30 نوفمبر 1989 في براتيسلافا) هو لاعب كرة قدم سلوفاكي .
لعب سابقاً لأندية لخويا والغرافة القطريين .

## روابط خارجية
- فلاديمير فايس على موقع الاتحاد الدولي (مؤرشف)  (الإنجليزية)
- فلاديمير فايس على موقع الاتحاد الأوربي (الإنجليزية)
- فلاديمير فايس على موقع قاعدة بيانات كرة القدم.إي يو (الإنجليزية)
- فلاديمير فايس على موقع ليكيب (الفرنسية)
- فلاديمير فايس على موقع ناشيونال فوتبول تيمز (الإنجليزية)
- فلاديمير فايس على موقع Soccerbase.com (لاعب) (الإنجليزية)
- فلاديمير فايس على موقع Soccerway.com (الإنجليزية)
- فلاديمير فايس على موقع عالم كرة القدم.نت (الإنجليزية)
- فلاديمير فايس على موقع AS.com (الإسبانية)